# بنك المؤسسة العربية المصرفية الإسلامي
بنك المؤسسة العربية المصرفية الإسلامي هي شركة مساهمة توفر الخدمات المصرفية الاستثمارية وخدمات إدارة الأصول وفقا للمبادئ الإسلامية في البحرين. تأسس في عام 1987. هي شركة فرعية مملوكة بالكامل لبنك المؤسسة العربية المصرفية.
كانت تعرف سابقا باسم شركة خدمات أيه بي سي الاستثمارية حتى مارس 1998.

## الشركات التابعة
- شركة أيه بي سي للمقاصة.
- صندوق أيه بي سي الإسلامي.